# L'ultimo treno della notte
L'ultimo treno della notte è un film italiano del 1975 diretto da Aldo Lado.
Si inserisce nel filone dei rape and revenge movies ed è considerato uno dei più crudi e violenti film mai realizzati in Italia.

## Trama

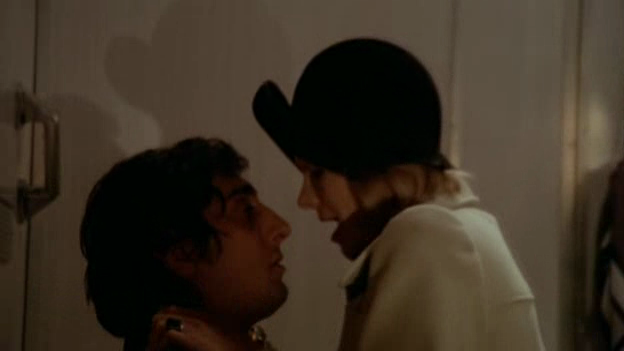
Scena con Flavio Bucci e Macha Méril

Monaco, vigilia natalizia. Due teppisti vagano per la stazione centrale, compiendo una serie di atti vandalici. Inseguiti dalla polizia, salgono su un treno diretto a Verona. Sullo stesso convoglio vi sono due ragazze, Lisa Stradi, figlia di un noto chirurgo italiano e sua cugina tedesca Margareth. 
Durante il viaggio, i malviventi continuano le loro scorrerie. Incontrano, in seguito, le studentesse le quali, ingenuamente, aiutano i criminali a fuggire dal controllore. Scampati dal pericolo, si lasciano andare nuovamente a scorribande. Uno dei due intrattiene un rapporto sessuale con una passeggera dalla chioma bionda. 
Il locomotore si ferma al confine per accertamenti doganali. Le ragazze scendono dal mezzo e tentano di contattare i parenti. Senza ricevere risposta, le giovani protagoniste decidono di cambiare treno, al fine di arrivare in orario a casa. 
Per una serie di coincidenze, Lisa e Margareth incrociano nuovamente i soliti teppisti. Assieme a loro si aggiunge la misteriosa signora dai capelli platinati. 

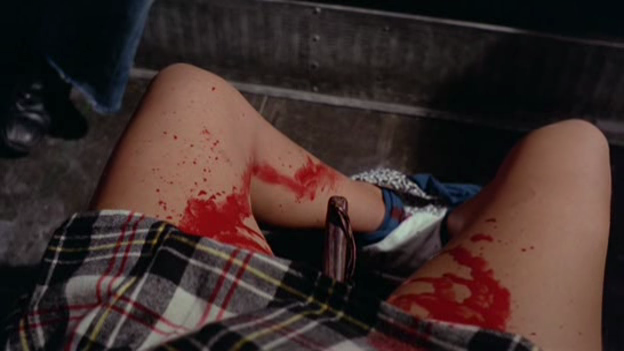
Una scena splatter

All'interno del vagone, i balordi importunano le ragazze. Istigati dalla perfida donna, compiono atti di violenza sessuale. Lisa, ancora vergine, viene deflorata con un coltello a serramanico. A causa dell'emorragia, la giovane muore. Margareth, presa dal panico, tenta la fuga gettandosi dal finestrino. L'impatto, però, le è fatale. 
I delinquenti si disfano del corpo di Lisa. Uno dei due criminali è tentato di uccidere la passeggera, per evitare testimoni. Quest'ultima lo convince a non realizzare un altro omicidio, venendo solo ferita lievemente per la foga. 
Il treno arriva finalmente a destinazione. I coniugi Stradi, non vedendo le ragazze, contattano il capo-stazione per avere notizie. Durante l'attesa, si imbattono nei tre assassini. La donna, sanguinante, viene aiutata dal medico. Il chirurgo si offre di curarla presso la sua dimora. Fingendosi amici, i due malviventi l'accompagnano. 
La radio riporta la tragica notizia. Giulio intuisce che i tre sono i responsabili dei delitti. Senza pietà, uccide gli uomini. Mentre in lontananza si sentono le sirene della polizia e Laura si dispera, la donna si aggiusta la veletta, compiaciuta.

## Produzione
La sceneggiatura, scritta a quattro mani, si rifà ai canoni tipici dei rape and revenge movies. In particolare, alcuni critici hanno notato somiglianze con le pellicole di Wes Craven.
Il cast annovera la partecipazione della debuttante Irene Miracle, nota per aver recitato, due anni dopo, nel cult-movie Fuga di mezzanotte.

## Colonna sonora
Ennio Morricone ha realizzato il commento musicale. Il tema principale è cantato da Demis Roussos.
Il leitmotiv dell'armonica è un'auto-citazione del compositore. Lo stesso strumento, infatti, è presente nella colonna sonora di C'era una volta il West. 

## Distribuzione
Distribuito nelle sale cinematografiche l'8 aprile del 1975, il lungometraggio fu approvato col divieto ai minori di 18 anni. Nel Regno Unito venne incluso, per i temi particolarmente violenti, all'interno dei Video nasty.
È stato edito, successivamente, in formato home video. 

## Accoglienza
Morando Morandini, all'interno del suo dizionario omonimo, assegna al film una stella, commentando: «Il film è un drammatico sovraccarico di efferatezze varie, senza alcun rispetto per la logica e la verosimiglianza...».
La rivista FilmTv considera il film di Lado come un'opera «crepuscolare e senza speranza».